# Wait and See (canción de Brandon Heath)
«Wait and See» es una canción del músico cristiano de rock alternativo contemporáneo Brandon Heath de su segundo álbum de estudio, What If We. Fue lanzado en algún momento a principios de 2009, como el segundo sencillo del álbum.

## Antecedentes
Esta canción fue producida por Dan Muckala.[cita requerida]
Brandon Heath le dijo a Kevin Davis de New Release Tuesday que el trasfondo de la canción es el siguiente:

«Wait and See» es probablemente la canción más autobiográfica que he escrito. Pero creo que cualquiera puede identificarse con esta canción y animarse a saber que Dios tiene un plan para nosotros, incluso si todavía nos sentimos como un fracaso a veces. Si llegamos a conocer a Jesús como nuestro Salvador, Él cambiará nuestros corazones y nos llevará a una existencia más grande que la nuestra. Para mí, el último verso de «Wait and See» es realmente de lo que se trata mi viaje, «ahora es mi momento de ser un hombre, sigue mi corazón hasta donde pueda, sin saber dónde terminaré esta noche». La mayoría de las noches, estoy en una habitación de hotel y apenas sé dónde estoy, pero sé que estoy haciendo lo que se supone que debo hacer. Solo tengo que esperar y ver qué va a hacer Dios con el resto de la historia. Me alienta lo que Él ya ha hecho, pero sé que la historia seguirá desarrollándose y seguiré aprendiendo más sobre el propósito de mi vida.
Brandon Heath a Kevin Davis de New Release Tuesday

## Composición
«Wait and See» fue escrita por Brandon Heath, el cual dijo que la canción proviene de Jeremías 29:11, y el versículo trata sobre «"Porque yo sé los planes que tengo para ti", declara el SEÑOR, "planes de bien y no de mal, para darte un futuro y una esperanza"».

## Lanzamiento
La canción  se lanzó digitalmente como el segundo sencillo de What If We a principios de 2009.

## Listas

### Listas semanales
| País           | Listas (2009)         | Posición más alta |
| -------------- | --------------------- | ----------------- |
| Estados Unidos | (Hot Christian Songs) | 4                 |
| Estados Unidos | Christian AC Songs    | 3                 |